# آذر، شهدخت، پرویز و دیگران
آذر، شهدخت، پرویز و دیگران فیلمی به کارگردانی بهروز افخمی است. این فیلم در سی و دومین جشنواره فیلم فجر موفق به دریافت دو سیمرغ بلورین بهترین فیلم و بهترین فیلمنامه گردید.
این فیلم در تاریخ ۱ مرداد ۱۳۹۳ در سینماهای ایران اکران شده است.

## داستان
همسر خانه‌دار یک بازیگر مشهور سینما در آخرین فیلم او با وی همبازی می‌شود و آنچنان مورد توجه منتقدان قرار می‌گیرد که منجر به حسادت او می‌شود. روابط صمیمانه آنها تیره شده، زن قهر می‌کند و به باغچه خانوادگی دماوند می‌رود. با بازگشت دخترشان به ایران روابط آنها دستخوش تحولاتی می‌شود.

## بازیگران
| بازیگر                 | نقش                      | توضیحات                 |
| ---------------------- | ------------------------ | ----------------------- |
| مهدی فخیم‌زاده          | پرویز دیوان‌بیگی          | میانسالی                |
| گوهر خیراندیش          | شهدخت فیروزکوهی          | میانسالی                |
| رامبد جوان             | بهرام کیانی              |                         |
| مرجان شیرمحمدی         | آذر دیوان‌بیگی            | دختر پرویز و شهدخت      |
| امیرعلی دانایی         | فرهاد دیوان‌بیگی          | پسر پرویز و شهدخت       |
| مانی حقیقی             | مانی راد                 | کارگردان فیلم در تاریکی |
| نعیمه نظام‌دوست         | گلی دیوان بیگی           | دختر پرویز و شهدخت      |
| شهین تسلیمی            | خاله پری                 | خواهر شهدخت             |
| ناهید مسلمی            | ننه صفورا                |                         |
| یدالله شادمانی         | اسکندر                   | سرایدار باغ             |
| آزاده اسماعیل‌خانی      | شهدخت فیروزکوهی، خدمتکار | جوانی، زمان حال         |
| آیدین انصاریان         | پرویز دیوان‌بیگی          | جوانی                   |
| مهسا نوعی              | خاله پری                 | جوانی                   |
| ابوالفضل زارع کار مقدم | احمد                     | کارگر مجسمه سازی        |

## جوایز

### سی و دومین دوره جشنواره فیلم فجر

#### سودای سیمرغ
| قسمت                      | نامزد             | نتیجه    | جایزه        |
| ------------------------- | ----------------- | -------- | ------------ |
| بهترین فیلم               | سید جمال ساداتیان | برنده    | سیمرغ بلورین |
| بهترین کارگردانی          | بهروز افخمی       | نامزدشده |              |
| بهترین فیلمنامه           | بهروز افخمی       | برنده    | سیمرغ بلورین |
| بهترین بازیگر نقش اول مرد | مهدی فخیم‌زاده     | نامزدشده |              |
| بهترین بازیگر نقش مکمل زن | نعیمه نظام‌دوست    | نامزدشده |              |

### پانزدهمین دوره جشن حافظ
| قسمت                    | نامزد                           | نتیجه    |
| ----------------------- | ------------------------------- | -------- |
| بهترین فیلم             | سید جمال ساداتیان و بهروز افخمی | نامزدشده |
| بهترین بازیگر مرد سینما | مهدی فخیم‌زاده                   | نامزدشده |
| بهترین بازیگر زن سینما  | گوهر خیراندیش                   | برنده    |
| بهترین فیلمنامه سینمایی | بهروز افخمی                     | برنده    |